# Deep Trap
Deep Trap (Ham-jeong) (previamente conocida como Exchange) es una película surcoreana de crimen y suspenso del año 2015 protagonizada por Ma Dong seok, Jo Han-sun y Kim Min-kyung y dirigida por Kwon Hyung-jin. Obtuvo el premio Mejor película en el Fantasporto de la sección Orient Express en la edición 2016.

## Sinopsis
Basada en un crimen real, el cual tuvo lugar a través de la red social SNS, nos muestra la aterradora experiencia de un matrimonio mientras realizaban un viaje a una isla deshabitada.

## Elenco
- Ma Dong seok es Park Sung-chul
- Jo Han-sun es Kwon Jun-sik
- Kim Min-kyung es Lee So-yeon
- Ji An es Kim Min-hee
- Kang Seung-wan es Chang-gyoo
- Jeong Gi-seop es Contable Hwang
- Song Tae-yoon es un recién llegado

## Recepción
The Korea Herald: Deep Trap puede que no sea emocionante o un thriller en el sentido tradicional, pero es persuasiva debido a que el crimen parece posible haciéndola una de las más escalofriantes películas por estrenar este año.
William Schwartz de HanCinema dijo: como película de género, Deep Trap hace que funcione bien. No hay mucho material profundo en ella, para considerar ponderarla, pero entonces qué? Ma Dong seok por sí solo se roba la escena perfectamente, y eso es lo suficientemente bueno para mi.